# Теньковский район
Теньковский район (тат. Тәмте районы) — упразднённая административно-территориальная единица Татарской АССР, существовавшая с 1927 по 1931 год и с 1935 по 1958 год. Административный центр — село Теньки.

## История
В первый раз Теньковский район был образован 14 февраля 1927 года при ликвидации Свияжского кантона. 20 октября 1931 года Теньковский и Свияжский районы были объединены в Верхнеуслонский. 10 февраля 1935 года из состава Верхнеуслонского, Камско-Устьинского и Апастовского районов был вновь образован Теньковский район. 16 июля 1958 года район был ликвидирован, а его территория вошла в состав Камско-Устьинского и Верхнеуслонского районов.

## Административное деление
На 1 января 1948 года район включал в свой состав 20 сельсоветов: Азимово-Курлебашский, Балчыклинский, Больше-Меминский, Буртасский, Варваринский, Егидеревский, Канашский, Коргузинсий, Красновидовский, Майданский, Ново-Сергиевский, Патрикеевский, Старо-Барышский, Старо-Казеевский, Теньковский, Чернышёвский, Шеланговский, Юлдузский, Ямбулатовский, Янга Юлский. Территория района составляла 806 кв.км.